# Dodoma
Dodoma („potopila se“ v jazyce Gogo) je hlavní město Tanzanie, s 324 347 obyvateli (podle sčítání 2002) třetí největší město země a také správní středisko regionu Dodoma. Plány na přesunutí hlavního města do Dodomy byly vytvořeny v roce 1973. Tanzanské Národní shromáždění se sem přesunulo v únoru 1996, přesto mnoho vládních úřadů přetrvává v předchozím hlavním městě, Dar es Salaamu (který zároveň zůstává obchodním centrem státu). Dodoma je obývána především třemi kmeny s převahou příslušníků kmenů Gogo (Wagogo) a Warangi a minoritním kmenem Sandawe, jejichž jazyk je příbuzný Křovákům z pouště Kalahari na jihu Afriky.

## Poloha
Město, nacházející se na 6°10'23„ j.š. a 35°44'31“ v.d., uprostřed země, je 486 km západně od bývalého hlavního města Dar es Salaamu a 441 km od Arushy, ústředí Východoafrické komunity. Rozkládá se na ploše 2 669 kilometrů čtverečních, z kterých je 625 kilometrů čtverečních zastavěno.

## Demografie
Z celkového počtu obyvatel je 157 469 (48,5 %) mužů a 166 878 (51,5 %) žen. Odhadovaný celkový počet domácností je 74 914, v každé průměrně žije 4,3 obyvatele. Římskokatolická církev udává, že 19,2 % populace jsou římští katolíci.

## Historie
Město Dodoma bylo založeno během německé koloniální vlády společně se stavbou Tanzanské centrální železnice. Po obsazení města Brity v důsledku první světové války se stala Dodoma regionálním administrativním centrem, kterým zůstala až do vyhlášení nezávislosti Tanzanie v roce 1964. Především díky své pozici uprostřed země bylo referendem v roce 1973 rozhodnuto o přesunutí hlavního města do Dodomy z Dar es Salaamu. Národní shromáždění se přemístilo o rok později, ačkoliv do dnešní doby zůstává velká část vládních úřadů v bývalém hlavním městě.

## Infrastruktura
Páteřní silnice spojuje Dodomu s bývalým hlavním městem Dar es Salaamem přes region Morogoro na východě. Na západ vedou silnice do Mwanzy a Kigomy přes Taboru. Velká severní silnice spojuje město s Arushou na severu. Městu také slouží Centrální železnice, která ho spojuje se 465 kilometrů vzdáleným Dar es Salaamem na východě. Město má letiště řízené Civilním leteckým úřadem Tanzanie, i když je velikost dopravních prostředků omezena pouze na malá soukromá letadla. Plánuje se vybudovat nové letiště za městem s vyšším a rozměrnějším terminálem.

## Vzdělání
V současné době jsou v Dodomě dvě univerzity, první St. John's University a druhá The University Dodoma neboli zkráceně „UDOM“. UDOM byla založena v září 2007, nyní má 1 500 studentů a za 3–4 roky bude mít kapacitu 40 000 studentů.

## Partnerská města
- Bangui, Středoafrická republika
- Džajpur, Indie
- Watsa, Demokratická republika Kongo